# Куббель, Арвид Иванович
Арвид Иванович Куббель (12 ноября 1889, Санкт-Петербург — 11 января 1938, Ленинград) — советский, ранее российский, шахматист и шахматный композитор, мастер спорта СССР по шахматам (1925—1935). Совместно с братом Леонидом редактор отдела композиции журнала «Шахматный листок» (1922—1931). Победитель конгресса Прибалтийского шахматного союза (1911); участник Всероссийской олимпиады 1920 (5—7-е место), 2-го и 4-го чемпионатов СССР и первенства Ленинграда 1924, 1925 (5-е место) и 1928. С 1904 опубликовал свыше 500 композиций, преимущественно трёхходовки чешской школы. На конкурсах удостоен ряда отличий. Арестован 21 ноября 1937 года, расстрелян 11 января 1938 года.

## Спортивные результаты
| Год  | Город     | Соревнование                                                                       | + | − | = | Результат | Место |
| ---- | --------- | ---------------------------------------------------------------------------------- | - | - | - | --------- | ----- |
| 1912 | Москва    | Матч Москва — Петербург (3-я доска, против А. Ф. Гончарова)                        | 0 | 0 | 1 | ½ из 1    |       |
| 1913 |           | Конгресс Прибалтийского шахматного союза                                           |   |   |   |           | 1     |
| 1916 | Петроград | Турнир I категории                                                                 |   |   |   |           | 1     |
| 1920 | Москва    | Всероссийская шахматная олимпиада                                                  | 7 | 5 | 3 | 8½ из 15  | 5—7   |
| 1923 | Петроград | 2-й чемпионат СССР                                                                 | 5 | 5 | 2 | 6 из 12   | 6     |
| 1924 | Ленинград | Первенство Ленинграда                                                              |   |   |   | 3 из 10   | 5     |
| 1925 | Ленинград | Первенство Ленинграда                                                              |   |   |   | 7½ из 11  | 4     |
|      | Ленинград | 4-й чемпионат СССР                                                                 | 5 | 5 | 9 | 9½ из 19  | 11—13 |
| 1926 | Москва    | Матч Москва — Ленинград (5-я доска, против А. С. Сергеева)                         | 1 | 0 | 1 | 1½ из 2   |       |
|      | Ленинград | Матч Ленинград — Москва профсоюза совторгслужащих (3-я доска, против А. Б. Поляка) | 1 |   |   |           |       |
|      | Стокгольм | Матч Стокгольм — Ленинград (2-я доска, против Венделя)                             | 0 | 0 | 2 | 1 из 2    |       |
| 1928 | Ленинград | Первенство Ленинграда                                                              | 4 | 4 | 7 | 7½ из 15  | 8—9   |
| 1929 | Ленинград | Предварительный этап первенства Ленинграда                                         |   |   |   |           | [ 4 ] |
| 1930 | Ленинград | Турнир ленинградских мастеров                                                      | 0 | 7 | 1 | ½ из 8    | 9     |
| 1931 | Москва    | Полуфинал 7-го чемпионата СССР                                                     |   |   |   |           |       |
| 1933 | Ленинград | Турнир ленинградских мастеров                                                      | 5 | 8 | 0 | 5 из 13   | 11    |
| 1934 | Ленинград | Матч профсоюзных команд Ленинграда и Москвы (против Радугина)                      | 1 |   |   |           |       |
|      | Москва    | Чемпионат РСФСР (групповой турнир)                                                 |   |   |   |           | 4     |
| 1935 | Ленинград | Показательный турнир Володарского района Ленинграда                                |   |   |   |           | 4     |

## Творчество
|   | a | b | c | d | e | f | g | h |   |
| - | --- | --- | --- | --- | --- | --- | --- | --- | - |
| 8 | d7 чёрный слон · e7 чёрная пешка · g7 чёрный конь · c6 чёрная пешка · e6 белый конь · g6 белый ферзь · c5 белая пешка · d5 чёрный король · f4 белая пешка · g4 белая пешка · a2 белый король · e1 чёрный конь · f1 белый слон | d7 чёрный слон · e7 чёрная пешка · g7 чёрный конь · c6 чёрная пешка · e6 белый конь · g6 белый ферзь · c5 белая пешка · d5 чёрный король · f4 белая пешка · g4 белая пешка · a2 белый король · e1 чёрный конь · f1 белый слон | d7 чёрный слон · e7 чёрная пешка · g7 чёрный конь · c6 чёрная пешка · e6 белый конь · g6 белый ферзь · c5 белая пешка · d5 чёрный король · f4 белая пешка · g4 белая пешка · a2 белый король · e1 чёрный конь · f1 белый слон | d7 чёрный слон · e7 чёрная пешка · g7 чёрный конь · c6 чёрная пешка · e6 белый конь · g6 белый ферзь · c5 белая пешка · d5 чёрный король · f4 белая пешка · g4 белая пешка · a2 белый король · e1 чёрный конь · f1 белый слон | d7 чёрный слон · e7 чёрная пешка · g7 чёрный конь · c6 чёрная пешка · e6 белый конь · g6 белый ферзь · c5 белая пешка · d5 чёрный король · f4 белая пешка · g4 белая пешка · a2 белый король · e1 чёрный конь · f1 белый слон | d7 чёрный слон · e7 чёрная пешка · g7 чёрный конь · c6 чёрная пешка · e6 белый конь · g6 белый ферзь · c5 белая пешка · d5 чёрный король · f4 белая пешка · g4 белая пешка · a2 белый король · e1 чёрный конь · f1 белый слон | d7 чёрный слон · e7 чёрная пешка · g7 чёрный конь · c6 чёрная пешка · e6 белый конь · g6 белый ферзь · c5 белая пешка · d5 чёрный король · f4 белая пешка · g4 белая пешка · a2 белый король · e1 чёрный конь · f1 белый слон | d7 чёрный слон · e7 чёрная пешка · g7 чёрный конь · c6 чёрная пешка · e6 белый конь · g6 белый ферзь · c5 белая пешка · d5 чёрный король · f4 белая пешка · g4 белая пешка · a2 белый король · e1 чёрный конь · f1 белый слон | 8 |
| 7 | d7 чёрный слон · e7 чёрная пешка · g7 чёрный конь · c6 чёрная пешка · e6 белый конь · g6 белый ферзь · c5 белая пешка · d5 чёрный король · f4 белая пешка · g4 белая пешка · a2 белый король · e1 чёрный конь · f1 белый слон | d7 чёрный слон · e7 чёрная пешка · g7 чёрный конь · c6 чёрная пешка · e6 белый конь · g6 белый ферзь · c5 белая пешка · d5 чёрный король · f4 белая пешка · g4 белая пешка · a2 белый король · e1 чёрный конь · f1 белый слон | d7 чёрный слон · e7 чёрная пешка · g7 чёрный конь · c6 чёрная пешка · e6 белый конь · g6 белый ферзь · c5 белая пешка · d5 чёрный король · f4 белая пешка · g4 белая пешка · a2 белый король · e1 чёрный конь · f1 белый слон | d7 чёрный слон · e7 чёрная пешка · g7 чёрный конь · c6 чёрная пешка · e6 белый конь · g6 белый ферзь · c5 белая пешка · d5 чёрный король · f4 белая пешка · g4 белая пешка · a2 белый король · e1 чёрный конь · f1 белый слон | d7 чёрный слон · e7 чёрная пешка · g7 чёрный конь · c6 чёрная пешка · e6 белый конь · g6 белый ферзь · c5 белая пешка · d5 чёрный король · f4 белая пешка · g4 белая пешка · a2 белый король · e1 чёрный конь · f1 белый слон | d7 чёрный слон · e7 чёрная пешка · g7 чёрный конь · c6 чёрная пешка · e6 белый конь · g6 белый ферзь · c5 белая пешка · d5 чёрный король · f4 белая пешка · g4 белая пешка · a2 белый король · e1 чёрный конь · f1 белый слон | d7 чёрный слон · e7 чёрная пешка · g7 чёрный конь · c6 чёрная пешка · e6 белый конь · g6 белый ферзь · c5 белая пешка · d5 чёрный король · f4 белая пешка · g4 белая пешка · a2 белый король · e1 чёрный конь · f1 белый слон | d7 чёрный слон · e7 чёрная пешка · g7 чёрный конь · c6 чёрная пешка · e6 белый конь · g6 белый ферзь · c5 белая пешка · d5 чёрный король · f4 белая пешка · g4 белая пешка · a2 белый король · e1 чёрный конь · f1 белый слон | 7 |
| 6 | d7 чёрный слон · e7 чёрная пешка · g7 чёрный конь · c6 чёрная пешка · e6 белый конь · g6 белый ферзь · c5 белая пешка · d5 чёрный король · f4 белая пешка · g4 белая пешка · a2 белый король · e1 чёрный конь · f1 белый слон | d7 чёрный слон · e7 чёрная пешка · g7 чёрный конь · c6 чёрная пешка · e6 белый конь · g6 белый ферзь · c5 белая пешка · d5 чёрный король · f4 белая пешка · g4 белая пешка · a2 белый король · e1 чёрный конь · f1 белый слон | d7 чёрный слон · e7 чёрная пешка · g7 чёрный конь · c6 чёрная пешка · e6 белый конь · g6 белый ферзь · c5 белая пешка · d5 чёрный король · f4 белая пешка · g4 белая пешка · a2 белый король · e1 чёрный конь · f1 белый слон | d7 чёрный слон · e7 чёрная пешка · g7 чёрный конь · c6 чёрная пешка · e6 белый конь · g6 белый ферзь · c5 белая пешка · d5 чёрный король · f4 белая пешка · g4 белая пешка · a2 белый король · e1 чёрный конь · f1 белый слон | d7 чёрный слон · e7 чёрная пешка · g7 чёрный конь · c6 чёрная пешка · e6 белый конь · g6 белый ферзь · c5 белая пешка · d5 чёрный король · f4 белая пешка · g4 белая пешка · a2 белый король · e1 чёрный конь · f1 белый слон | d7 чёрный слон · e7 чёрная пешка · g7 чёрный конь · c6 чёрная пешка · e6 белый конь · g6 белый ферзь · c5 белая пешка · d5 чёрный король · f4 белая пешка · g4 белая пешка · a2 белый король · e1 чёрный конь · f1 белый слон | d7 чёрный слон · e7 чёрная пешка · g7 чёрный конь · c6 чёрная пешка · e6 белый конь · g6 белый ферзь · c5 белая пешка · d5 чёрный король · f4 белая пешка · g4 белая пешка · a2 белый король · e1 чёрный конь · f1 белый слон | d7 чёрный слон · e7 чёрная пешка · g7 чёрный конь · c6 чёрная пешка · e6 белый конь · g6 белый ферзь · c5 белая пешка · d5 чёрный король · f4 белая пешка · g4 белая пешка · a2 белый король · e1 чёрный конь · f1 белый слон | 6 |
| 5 | d7 чёрный слон · e7 чёрная пешка · g7 чёрный конь · c6 чёрная пешка · e6 белый конь · g6 белый ферзь · c5 белая пешка · d5 чёрный король · f4 белая пешка · g4 белая пешка · a2 белый король · e1 чёрный конь · f1 белый слон | d7 чёрный слон · e7 чёрная пешка · g7 чёрный конь · c6 чёрная пешка · e6 белый конь · g6 белый ферзь · c5 белая пешка · d5 чёрный король · f4 белая пешка · g4 белая пешка · a2 белый король · e1 чёрный конь · f1 белый слон | d7 чёрный слон · e7 чёрная пешка · g7 чёрный конь · c6 чёрная пешка · e6 белый конь · g6 белый ферзь · c5 белая пешка · d5 чёрный король · f4 белая пешка · g4 белая пешка · a2 белый король · e1 чёрный конь · f1 белый слон | d7 чёрный слон · e7 чёрная пешка · g7 чёрный конь · c6 чёрная пешка · e6 белый конь · g6 белый ферзь · c5 белая пешка · d5 чёрный король · f4 белая пешка · g4 белая пешка · a2 белый король · e1 чёрный конь · f1 белый слон | d7 чёрный слон · e7 чёрная пешка · g7 чёрный конь · c6 чёрная пешка · e6 белый конь · g6 белый ферзь · c5 белая пешка · d5 чёрный король · f4 белая пешка · g4 белая пешка · a2 белый король · e1 чёрный конь · f1 белый слон | d7 чёрный слон · e7 чёрная пешка · g7 чёрный конь · c6 чёрная пешка · e6 белый конь · g6 белый ферзь · c5 белая пешка · d5 чёрный король · f4 белая пешка · g4 белая пешка · a2 белый король · e1 чёрный конь · f1 белый слон | d7 чёрный слон · e7 чёрная пешка · g7 чёрный конь · c6 чёрная пешка · e6 белый конь · g6 белый ферзь · c5 белая пешка · d5 чёрный король · f4 белая пешка · g4 белая пешка · a2 белый король · e1 чёрный конь · f1 белый слон | d7 чёрный слон · e7 чёрная пешка · g7 чёрный конь · c6 чёрная пешка · e6 белый конь · g6 белый ферзь · c5 белая пешка · d5 чёрный король · f4 белая пешка · g4 белая пешка · a2 белый король · e1 чёрный конь · f1 белый слон | 5 |
| 4 | d7 чёрный слон · e7 чёрная пешка · g7 чёрный конь · c6 чёрная пешка · e6 белый конь · g6 белый ферзь · c5 белая пешка · d5 чёрный король · f4 белая пешка · g4 белая пешка · a2 белый король · e1 чёрный конь · f1 белый слон | d7 чёрный слон · e7 чёрная пешка · g7 чёрный конь · c6 чёрная пешка · e6 белый конь · g6 белый ферзь · c5 белая пешка · d5 чёрный король · f4 белая пешка · g4 белая пешка · a2 белый король · e1 чёрный конь · f1 белый слон | d7 чёрный слон · e7 чёрная пешка · g7 чёрный конь · c6 чёрная пешка · e6 белый конь · g6 белый ферзь · c5 белая пешка · d5 чёрный король · f4 белая пешка · g4 белая пешка · a2 белый король · e1 чёрный конь · f1 белый слон | d7 чёрный слон · e7 чёрная пешка · g7 чёрный конь · c6 чёрная пешка · e6 белый конь · g6 белый ферзь · c5 белая пешка · d5 чёрный король · f4 белая пешка · g4 белая пешка · a2 белый король · e1 чёрный конь · f1 белый слон | d7 чёрный слон · e7 чёрная пешка · g7 чёрный конь · c6 чёрная пешка · e6 белый конь · g6 белый ферзь · c5 белая пешка · d5 чёрный король · f4 белая пешка · g4 белая пешка · a2 белый король · e1 чёрный конь · f1 белый слон | d7 чёрный слон · e7 чёрная пешка · g7 чёрный конь · c6 чёрная пешка · e6 белый конь · g6 белый ферзь · c5 белая пешка · d5 чёрный король · f4 белая пешка · g4 белая пешка · a2 белый король · e1 чёрный конь · f1 белый слон | d7 чёрный слон · e7 чёрная пешка · g7 чёрный конь · c6 чёрная пешка · e6 белый конь · g6 белый ферзь · c5 белая пешка · d5 чёрный король · f4 белая пешка · g4 белая пешка · a2 белый король · e1 чёрный конь · f1 белый слон | d7 чёрный слон · e7 чёрная пешка · g7 чёрный конь · c6 чёрная пешка · e6 белый конь · g6 белый ферзь · c5 белая пешка · d5 чёрный король · f4 белая пешка · g4 белая пешка · a2 белый король · e1 чёрный конь · f1 белый слон | 4 |
| 3 | d7 чёрный слон · e7 чёрная пешка · g7 чёрный конь · c6 чёрная пешка · e6 белый конь · g6 белый ферзь · c5 белая пешка · d5 чёрный король · f4 белая пешка · g4 белая пешка · a2 белый король · e1 чёрный конь · f1 белый слон | d7 чёрный слон · e7 чёрная пешка · g7 чёрный конь · c6 чёрная пешка · e6 белый конь · g6 белый ферзь · c5 белая пешка · d5 чёрный король · f4 белая пешка · g4 белая пешка · a2 белый король · e1 чёрный конь · f1 белый слон | d7 чёрный слон · e7 чёрная пешка · g7 чёрный конь · c6 чёрная пешка · e6 белый конь · g6 белый ферзь · c5 белая пешка · d5 чёрный король · f4 белая пешка · g4 белая пешка · a2 белый король · e1 чёрный конь · f1 белый слон | d7 чёрный слон · e7 чёрная пешка · g7 чёрный конь · c6 чёрная пешка · e6 белый конь · g6 белый ферзь · c5 белая пешка · d5 чёрный король · f4 белая пешка · g4 белая пешка · a2 белый король · e1 чёрный конь · f1 белый слон | d7 чёрный слон · e7 чёрная пешка · g7 чёрный конь · c6 чёрная пешка · e6 белый конь · g6 белый ферзь · c5 белая пешка · d5 чёрный король · f4 белая пешка · g4 белая пешка · a2 белый король · e1 чёрный конь · f1 белый слон | d7 чёрный слон · e7 чёрная пешка · g7 чёрный конь · c6 чёрная пешка · e6 белый конь · g6 белый ферзь · c5 белая пешка · d5 чёрный король · f4 белая пешка · g4 белая пешка · a2 белый король · e1 чёрный конь · f1 белый слон | d7 чёрный слон · e7 чёрная пешка · g7 чёрный конь · c6 чёрная пешка · e6 белый конь · g6 белый ферзь · c5 белая пешка · d5 чёрный король · f4 белая пешка · g4 белая пешка · a2 белый король · e1 чёрный конь · f1 белый слон | d7 чёрный слон · e7 чёрная пешка · g7 чёрный конь · c6 чёрная пешка · e6 белый конь · g6 белый ферзь · c5 белая пешка · d5 чёрный король · f4 белая пешка · g4 белая пешка · a2 белый король · e1 чёрный конь · f1 белый слон | 3 |
| 2 | d7 чёрный слон · e7 чёрная пешка · g7 чёрный конь · c6 чёрная пешка · e6 белый конь · g6 белый ферзь · c5 белая пешка · d5 чёрный король · f4 белая пешка · g4 белая пешка · a2 белый король · e1 чёрный конь · f1 белый слон | d7 чёрный слон · e7 чёрная пешка · g7 чёрный конь · c6 чёрная пешка · e6 белый конь · g6 белый ферзь · c5 белая пешка · d5 чёрный король · f4 белая пешка · g4 белая пешка · a2 белый король · e1 чёрный конь · f1 белый слон | d7 чёрный слон · e7 чёрная пешка · g7 чёрный конь · c6 чёрная пешка · e6 белый конь · g6 белый ферзь · c5 белая пешка · d5 чёрный король · f4 белая пешка · g4 белая пешка · a2 белый король · e1 чёрный конь · f1 белый слон | d7 чёрный слон · e7 чёрная пешка · g7 чёрный конь · c6 чёрная пешка · e6 белый конь · g6 белый ферзь · c5 белая пешка · d5 чёрный король · f4 белая пешка · g4 белая пешка · a2 белый король · e1 чёрный конь · f1 белый слон | d7 чёрный слон · e7 чёрная пешка · g7 чёрный конь · c6 чёрная пешка · e6 белый конь · g6 белый ферзь · c5 белая пешка · d5 чёрный король · f4 белая пешка · g4 белая пешка · a2 белый король · e1 чёрный конь · f1 белый слон | d7 чёрный слон · e7 чёрная пешка · g7 чёрный конь · c6 чёрная пешка · e6 белый конь · g6 белый ферзь · c5 белая пешка · d5 чёрный король · f4 белая пешка · g4 белая пешка · a2 белый король · e1 чёрный конь · f1 белый слон | d7 чёрный слон · e7 чёрная пешка · g7 чёрный конь · c6 чёрная пешка · e6 белый конь · g6 белый ферзь · c5 белая пешка · d5 чёрный король · f4 белая пешка · g4 белая пешка · a2 белый король · e1 чёрный конь · f1 белый слон | d7 чёрный слон · e7 чёрная пешка · g7 чёрный конь · c6 чёрная пешка · e6 белый конь · g6 белый ферзь · c5 белая пешка · d5 чёрный король · f4 белая пешка · g4 белая пешка · a2 белый король · e1 чёрный конь · f1 белый слон | 2 |
| 1 | d7 чёрный слон · e7 чёрная пешка · g7 чёрный конь · c6 чёрная пешка · e6 белый конь · g6 белый ферзь · c5 белая пешка · d5 чёрный король · f4 белая пешка · g4 белая пешка · a2 белый король · e1 чёрный конь · f1 белый слон | d7 чёрный слон · e7 чёрная пешка · g7 чёрный конь · c6 чёрная пешка · e6 белый конь · g6 белый ферзь · c5 белая пешка · d5 чёрный король · f4 белая пешка · g4 белая пешка · a2 белый король · e1 чёрный конь · f1 белый слон | d7 чёрный слон · e7 чёрная пешка · g7 чёрный конь · c6 чёрная пешка · e6 белый конь · g6 белый ферзь · c5 белая пешка · d5 чёрный король · f4 белая пешка · g4 белая пешка · a2 белый король · e1 чёрный конь · f1 белый слон | d7 чёрный слон · e7 чёрная пешка · g7 чёрный конь · c6 чёрная пешка · e6 белый конь · g6 белый ферзь · c5 белая пешка · d5 чёрный король · f4 белая пешка · g4 белая пешка · a2 белый король · e1 чёрный конь · f1 белый слон | d7 чёрный слон · e7 чёрная пешка · g7 чёрный конь · c6 чёрная пешка · e6 белый конь · g6 белый ферзь · c5 белая пешка · d5 чёрный король · f4 белая пешка · g4 белая пешка · a2 белый король · e1 чёрный конь · f1 белый слон | d7 чёрный слон · e7 чёрная пешка · g7 чёрный конь · c6 чёрная пешка · e6 белый конь · g6 белый ферзь · c5 белая пешка · d5 чёрный король · f4 белая пешка · g4 белая пешка · a2 белый король · e1 чёрный конь · f1 белый слон | d7 чёрный слон · e7 чёрная пешка · g7 чёрный конь · c6 чёрная пешка · e6 белый конь · g6 белый ферзь · c5 белая пешка · d5 чёрный король · f4 белая пешка · g4 белая пешка · a2 белый король · e1 чёрный конь · f1 белый слон | d7 чёрный слон · e7 чёрная пешка · g7 чёрный конь · c6 чёрная пешка · e6 белый конь · g6 белый ферзь · c5 белая пешка · d5 чёрный король · f4 белая пешка · g4 белая пешка · a2 белый король · e1 чёрный конь · f1 белый слон | 1 |
|   | a | b | c | d | e | f | g | h |   |

 1.Фb1! (угроза) 2.Cc4+! Kp:c4 3.Фb3#, 

1...Kp:e6 2.Cc4+ Kpf6 3.g5#, 

1...C:e6 2.Фb4 C:g4 3.Фc4#, (2...Kd3 3.Cg2#),

1...K:e6 2.Фf5+ Kpd4 3.Фe5. 

Задача с четырьмя правильными матами.